# Arius (gènere)
Arius és un gènere de peixos de la família dels àrids i de l'ordre dels siluriformes.

## Taxonomia
- Arius acutirostris (Day, 1877)[4]
- Arius africanus (Günther, 1867)[5]
- Arius arenarius (Müller & Troschel, 1849)[6]
- Arius argenteus (Lütken, 1874)
- Arius arioides (Valenciennes a Cuvier & Valenciennes, 1840)
- Arius arius (Hamilton, 1822)[7][8]
- Arius ascita (Linnaeus, 1758)
- Arius belangerii (Valenciennes a Cuvier & Valenciennes, 1840)
- Arius brevirostris (Steindachner, 1901)
- Arius brunellii (Zolezzi, 1939)[9]
- Arius cookei (Acero & Betancur, 2002)[10]
- Arius cous (Hyrtl, 1859)
- Arius dioctes (Kailola, 2000)[11]
- Arius dispar (Herre, 1926)[12]
- Arius doriae (Vinciguerra, 1881)
- Arius doroides (Valenciennes a Cuvier & Valenciennes, 1840)
- Arius flavescens (Valenciennes a Cuvier & Valenciennes, 1840)
- Arius gagora (Hamilton, 1822)[7]
- Arius gagorides (Valenciennes, 1840)
- Arius gigas (Boulenger, 1911)
- Arius goniaspis (Bleeker, 1858)
- Arius hardenbergi (Kailola, 2000)[11]
- Arius harmandi (Sauvage, 1880)[13]
- Arius heudelotii (Valenciennes, 1840)
- Arius insidiator (Kailola, 2000)[11]
- Arius intermedius (Vinciguerra, 1881)
- Arius javensis (Valenciennes a Cuvier & Valenciennes, 1840)
- Arius jella (Day, 1877)[4]
- Arius latiscutatus (Günther, 1864)
- Arius leiotetocephalus (Bleeker, 1846)
- Arius leptaspis (Bleeker, 1862)
- Arius leptonotacanthus (Bleeker, 1849)[14]
- Arius macracanthus (Günther, 1864)[15]
- Arius macrocephalus (Bleeker, 1846)
- Arius maculatus (Thunberg, 1792)[16]
- Arius madagascariensis (Vaillant, 1894)[17]
- Arius malabaricus (Day, 1877)
- Arius manillensis (Valenciennes, 1840)[18]
- Arius microcephalus (Bleeker, 1855)[19]
- Arius molliceps (Valenciennes a Cuvier & Valenciennes, 1840)
- Arius mong (Richardson, 1846)
- Arius nigricans (Valenciennes, 1835)
- Arius nuchalis (Günther, 1864)[15]
- Arius nudidens (Weber, 1913)
- Arius oetik (Bleeker, 1846)[20]
- Arius parkii (Günther, 1864)[15][21]
- Arius parvipinnis (Day, 1877)
- Arius rostratus (Valenciennes a Cuvier & Valenciennes, 1840)
- Arius satparanus (Chaudhuri, 1916)
- Arius schlegeli (Bleeker, 1863)
- Arius sciurus (Smith, 1931)
- Arius sinensis (Lacepède, 1803)[22]
- Arius stormii (Bleeker, 1858)
- Arius subrostratus (Valenciennes, 1840)[18]
- Arius sumatranus (Bennett, 1830)[23]
- Arius temminckii (Valenciennes a Cuvier & Valenciennes, 1840)
- Arius trachipomus (Valenciennes a Cuvier & Valenciennes, 1840)
- Arius valenciennesii (Günther, 1864)
- Arius venosus (Valenciennes, 1840)[24][25][26][27][28][29][30][31][32]